# Cymodusa columbiensis
Cymodusa columbiensis är en stekelart som beskrevs av Sanborne 1986. Cymodusa columbiensis ingår i släktet Cymodusa och familjen brokparasitsteklar. Inga underarter finns listade i Catalogue of Life.